# Lista planetelor minore: 261001–262000
Aceasta este lista planetelor minore cu numerele 261001–262000.

## 261001–261100
| Denumire | Denumire provizorie | Data descoperirii  | Locul descoperirii | Descoperitor(i)     |
| -------- | ------------------- | ------------------ | ------------------ | ------------------- |
| 261001 – | 2005 SN95           | 25 septembrie 2005 | Kitt Peak          | Spacewatch          |
| 261004 – | 2005 SW96           | 25 septembrie 2005 | Palomar            | NEAT                |
| 261012 – | 2005 SZ106          | 26 septembrie 2005 | Catalina           | CSS                 |
| 261022 – | 2005 SE123          | 29 septembrie 2005 | Anderson Mesa      | LONEOS              |
| 261023 – | 2005 SU126          | 29 septembrie 2005 | Mount Lemmon       | Mount Lemmon Survey |

## 261101–261200
| Denumire | Denumire provizorie | Data descoperirii  | Locul descoperirii | Descoperitor(i)           |
| -------- | ------------------- | ------------------ | ------------------ | ------------------------- |
| 261107 – | 2005 SW282          | 21 septembrie 2005 | Apache Point       | A. C. Becker              |
| 261134 – | 2005 TS47           | 5 octombrie 2005   | Bergisch Gladbach  | W. Bickel                 |
| 261136 – | 2005 TK52           | 8 octombrie 2005   | Moletai            | K. Černis, J. Zdanavičius |
| 261141 – | 2005 TL63           | 5 octombrie 2005   | Goodricke-Pigott   | R. A. Tucker              |

## 261201–261300
| Denumire         | Denumire provizorie | Data descoperirii | Locul descoperirii | Descoperitor(i) |
| ---------------- | ------------------- | ----------------- | ------------------ | --------------- |
| 261214 –         | 2005 UO7            | 26 octombrie 2005 | Ottmarsheim        | C. Rinner       |
| 261291 Fucecchio | 2005 UC159          | 31 octombrie 2005 | Andrushivka        | Andrushivka     |

## 261401–261500
| Denumire | Denumire provizorie | Data descoperirii | Locul descoperirii | Descoperitor(i) |
| -------- | ------------------- | ----------------- | ------------------ | --------------- |
| 261440 – | 2005 VJ7            | 12 noiembrie 2005 | Great Shefford     | P. Birtwhistle  |
| 261473 – | 2005 VQ114          | 10 noiembrie 2005 | Campo Imperatore   | CINEOS          |
| 261475 – | 2005 VX116          | 15 august 2004*   | Siding Spring      | SSS             |

## 261501–261600
| Denumire | Denumire provizorie | Data descoperirii | Locul descoperirii | Descoperitor(i) |
| -------- | ------------------- | ----------------- | ------------------ | --------------- |
| 261581 – | 2005 XD8            | 6 decembrie 2005  | Gnosca             | S. Sposetti     |

## 261601–261700
| Denumire          | Denumire provizorie | Data descoperirii | Locul descoperirii | Descoperitor(i) |
| ----------------- | ------------------- | ----------------- | ------------------ | --------------- |
| 261608 –          | 2005 XD106          | 1 decembrie 2005  | Kitt Peak          | M. W. Buie      |
| 261690 Jodorowsky | 2005 YU210          | 24 decembrie 2005 | Nogales            | J.-C. Merlin    |

## 261701–261800
| Denumire | Denumire provizorie | Data descoperirii | Locul descoperirii | Descoperitor(i)            |
| -------- | ------------------- | ----------------- | ------------------ | -------------------------- |
| 261709 – | 2006 AZ3            | 6 ianuarie 2006   | Mayhill            | Mayhill                    |
| 261762 – | 2006 BP55           | 19 ianuarie 2006  | Needville          | J. Dellinger, W. G. Dillon |
| 261783 – | 2006 BB147          | 31 ianuarie 2006  | 7300 Observatory   | W. K. Y. Yeung             |

## 261801–261900
| Denumire | Denumire provizorie | Data descoperirii | Locul descoperirii | Descoperitor(i) |
| -------- | ------------------- | ----------------- | ------------------ | --------------- |
| 261824 – | 2006 CC62           | 7 februarie 2006  | Cordell-Lorenz     | Cordell-Lorenz  |
| 261836 – | 2006 DR63           | 27 februarie 2006 | Junk Bond          | D. Healy        |
| 261865 – | 2006 FF10           | 26 martie 2006    | Reedy Creek        | J. Broughton    |
| 261872 – | 2006 GF2            | 3 aprilie 2006    | Lulin Observatory  | Q.-z. Ye        |

## 261901–262000
| Denumire        | Denumire provizorie | Data descoperirii  | Locul descoperirii | Descoperitor(i) |
| --------------- | ------------------- | ------------------ | ------------------ | --------------- |
| 261930 Moorhead | 2006 KF138          | 25 mai 2006        | Mauna Kea          | P. A. Wiegert   |
| 261932 –        | 2006 MU1            | 19 septembrie 2006 | Wrightwood         | J. W. Young     |
| 261935 –        | 2006 OM2            | 18 iulie 2006      | Lulin Observatory  | LUSS            |
| 261977 –        | 2006 QV10           | 20 august 2006     | Pla D'Arguines     | R. Ferrando     |
| 261989 –        | 2006 QO33           | 23 august 2006     | Hibiscus           | S. F. Hönig     |